# FRIDAY (雑誌)
『FRIDAY』（フライデー）は、講談社が発行している、1984年（昭和59年）11月9日創刊の写真週刊誌である。原則として毎週金曜日に発売される。誌名は金曜日に由来。

## 概要
創刊以来数々のスクープを世に送り出してきたことで知られており、有名人がFRIDAYにより何らかの事実をスクープされることを指して、「フライデーされる」と呼称されることもある。
一方、取材手法や記事内容については、プライバシーや人権、法律を軽視していると指摘されることもあり、1986年には自身のゴシップ記事の取材中の記者の行動に激怒したビートたけしらによる編集部の襲撃事件（フライデー襲撃事件）、1990年代には批判記事を発端とした幸福の科学による大規模な抗議活動（講談社フライデー事件）と、2度にわたり取材対象者による実力行使を受けている。
2003年（平成15年）には創刊1000号を突破した。ゴールデンウィークとお盆・年末年始に合併号を発行する。また、年に数回、増刊号として「フライデーダイナマイト」を発行している。主な違いとしてグラビアの量や過去に掲載した記事の総集編、様々なジャンルの特集記事を行うことが多いという点がある。販売店の自主規制によって「ダイナマイト」は成年向け雑誌として扱われる場合もある。
一部人物（特にグラビアを掲載する女性）において、独特の表記をする例がある（『週刊現代』も同様）。
- 壇蜜は、それが1つの名前であることが定着した後も、プロフィール欄のふりがなは姓名区切りの「だん・みつ」としている。
- 高橋しょう子は、グラビアアイドル（高崎聖子）時代からの愛称「たかしょー」と表記しており、「高橋しょう子」という表記例は見られない（プロフィール欄のふりがなは「たかはし・しょうこ」と、芸名を隠していない）。
- 並木塔子は、AVデビューした2016年（平成28年）内まで「さん」付けで表記していた。

### ライバル誌
同じジャンルの写真週刊誌『FOCUS』（新潮社）、『FLASH』（発行元のグループ企業の光文社が発行）と共に「3F（スリーエフ）」と呼ばれていたが、『FOCUS』が2001年（平成13年）に休刊して以降は、写真週刊誌では発行部数（40万9,082部 日本雑誌協会）で一位である。最盛期には毎号200万部を売り上げており、2015年（平成27年）度は年間26万部の売上であった。
FRIDAY創刊以降の1980年代半ばは写真週刊誌ブームで、『Emma』（文藝春秋）、『TOUCH』（小学館）など他の大手出版社もこぞって写真週刊誌を発行し「3FET」の時代となったが、『Emma』・『TOUCH』の2誌は競争に勝てず、いずれも1990年代を迎えることなく短期間で休刊した。

### 増刊号
増刊号として『FRIDAYスペシャル』（2014年（平成26年）以降は発行なし）や『FRIDAYダイナマイト』が不定期に発売されている。

2024年11月、グラビア文化の価値創造とさらなる業界の発展願い「FRIDAYグラデミー賞」を開設。翌25年1月10日に各賞受賞者を発表予定。この賞設置を機に、グラビア文化をアジア全域に広げるため、台湾でデジタル写真集の一斉配信を開始。2024年12月には台湾でトークショーイベントも開催する。

## 歴代編集長
※ 出典:『講談社の100年』（同社社史）
| 氏名     | 在任期間                                      | 備考                                                                             |
| 伊藤寿男 | 1984年（昭和59年）7月 - 1985年（昭和60年）6月 | 元・「週刊現代」編集長。後にテーミス社を設立して学習研究社で週刊テーミスを発行。 |
| 寺島昭彦 | 1985年（昭和60年）6月 - 1987年（昭和62年）4月 | 編集長退任後は「週刊現代」編集長に着任。                                         |
| 須川真   | 1987年（昭和62年）4月 - 1988年（昭和63年）4月 |                                                                                  |
| 森岩弘   | 1988年（昭和63年）4月 - 1991年（平成3年）3月  | 編集長退任後は「週刊現代」編集長に着任。                                         |
| 元木昌彦 | 1991年（平成3年）3月 - 1993年（平成5年）3月   | 編集長退任後は「週刊現代」編集長に着任。                                         |
| 鈴木哲   | 1993年（平成5年）3月 - 1996年（平成8年）7月   | 編集長退任後は他部署へ異動後、「週刊現代」編集長に着任。                         |
| 谷雅志   | 1996年（平成8年）7月 - 1998年（平成10年）3月  |                                                                                  |
| 加藤晴之 | 1998年（平成10年）3月 - 2000年（平成12年）7月 | 編集長退任後は学芸図書出版部担当部長、「週刊現代」編集長を歴任。                 |
| 鈴木智之 | 2000年（平成12年）7月 - 2002年（平成14年）6月 |                                                                                  |
| 出樋一親 | 2002年（平成14年）6月 - 2004年（平成16年）7月 |                                                                                  |
| 中本顕二 | 2004年（平成16年）7月 - 2006年（平成18年）3月 |                                                                                  |
| 出樋一親 | 2006年（平成18年）3月 - 2008年（平成20年）4月 | 2度目の編集長就任。「週刊現代」編集部（編集長）から異動。                        |
| 仙波久幸 | 2008年（平成20年）4月 - 2009年（平成21年）6月 |                                                                                  |
| 秋吉敦司 | 2009年（平成21年）6月 - 2012年（平成24年）6月 |                                                                                  |

## スクープ・批判を受けた報道
- 創刊に際して、中江滋樹と倉田まり子のツーショットを掲載し名声を高めると同時に三島由紀夫の生首[注釈 1]の写真を掲載したとして、三島の妻の平岡瑤子が講談社に抗議し、出版を差し止められた。
- 1986年（昭和61年）10月、井上ひさしの知人女性を隠し撮りしたものを掲載し、東京法務局から人権侵害だと勧告される。
- 1986年（昭和61年）12月、ビートたけしとたけし軍団が編集部を襲撃する事件（フライデー襲撃事件）が起き、社会問題となった。
- 1991年（平成3年）9月、幸福の科学が記事の内容に抗議して講談社前でのデモや訴訟などを起こした（講談社フライデー事件）。後に創刊1000号記念で掲載された特集記事では、「この一件により講談社の業務は一時的にストップした」と記されている。
- 『進ぬ!電波少年』と『電波少年に毛が生えた 最後の聖戦』のやらせやロケ中の出演者へ配慮が不十分だった実態を暴露。これに対し番組側は、講談社の前でフライデーをネタにした替え歌（グリーングリーンの替え歌）を歌う生放送の企画を行い、反抗した。
- 2000年（平成12年）5月、当時の首相森喜朗がアメリカ大統領ビル・クリントンに対してデタラメな英語の挨拶を行ったという報道が、7月末開催の九州・沖縄サミットへの揶揄と併せて、フライデー2000年（平成12年）7月21日号、週刊文春により報じられた[9]。なお、週刊朝日はフライデー等の報道に当初から懐疑的で検証記事を載せている[10]。事実は毎日新聞社論説委員高畑昭男による創作であり、森退陣後の2004年（平成16年）に本人が認めた[11]、森はこのデマを批判している[12]（詳細はWho are you ?捏造報道）。
- 2005年（平成17年）、カンニングの竹山隆範が日本テレビ系『エンタの神様』で、「フライデー撮りに来い!」と挑発した。そのネタ中に実際に電話もかけ、実際にスクープされたことがあった。竹山は同番組で発表し、フライデーの紙面には「撮れと言われたので撮りに行きました（笑）」と書かれていた。その後は周囲の説得により「フライデーも含めて、僕をスクープしたりしないで下さい」と発言している。
- 2006年（平成18年）2月10日発売のフライデーには「加護亜依がレストランでタバコを吸っていた」と見開きトップでスクープ掲載した。アップフロントエージェンシー（現：アップフロントプロモーション）が事実関係を確認したところ、ほぼ報道されている通りであったため、未成年者喫煙禁止法に触れることから謹慎処分となった。
- 2006年（平成18年）10月13日号において、民主党衆議院議員の細野豪志とフリーアナウンサーの山本モナとの東京都港区南青山での『路上キス写真』を見開きトップでスクープ掲載した。細野にとっては不倫関係だったため、細野は民主党政策調査会長代理の職位を10月5日付で辞職、山本は当時出演していた筑紫哲也 NEWS23を10月2日から『体調不良』を理由に休み、10月23日付けで降板した。この不倫スクープ写真（キス写真・通称『路チュー写真』）は、2006年（平成18年）度「編集者が選ぶ雑誌ジャーナリズム賞・話題賞」を受賞した。
- 2007年（平成19年）、写真に重大な不備があったため訂正が間に合わず、同年10月19日号が創刊以来初の発売中止となった。なお、Internet FRIDAY、i-FRIDAYでは10月19日号の記事が掲載された。中止の理由として時津風部屋力士暴行死事件で、暴行を加えたとされる時津風部屋の兄弟子の写真を他人のものと間違えて掲載したためと報道された。翌週の10月26日号の巻末にはお詫び文が掲載された。
- 暴力団との関係をめぐる写真週刊誌フライデーの記事で名誉を傷つけられたとして、元・タレントの島田紳助が発行元の講談社側に5500万円の損害賠償などを求めた訴訟で、東京地裁は26日に330万円の支払いを命じ、謝罪広告掲載の請求は退けた。問題となったのは、紳助が芸能界引退を発表した後に発行された2011年（平成23年）9月16日号の「追及第2弾！『警察が注目する不動産トラブル』」などと題された記事[13]。
- 2015年（平成27年）4月17日号において、バナナマンの日村勇紀とセント・フォース所属の神田愛花との交際を写真掲載し[14]、双方の事務所も恋人交際を認めた[15]。その後、2018年（平成30年）4月7日に、日村勇紀と神田愛花との婚姻届を役所に提出し、結婚している[16]。
- 2017年（平成29年）6月23日号において、小出恵介が未成年者との飲酒が発覚した記事が掲載されたところ、小出自身がこれを認めたため、無期限活動停止処分に追い込まれた。
- 2019年（令和元年）6月21日号において、「宮迫博之ほか吉本興業人気芸人が犯罪集団に「闇営業」一連の闇営業報道」というタイトルでカラテカの入江慎也が所属事務所・吉本興業（当時）を通さずギャラを受け取る「闇営業」を男女40人詐欺グループ(被害総額40億以上、40人以上の逮捕者を出し、現在は解散済み)と行い、吉本の芸人を仲介していた事を報じ[17]、入江は吉本から契約を解消された[18]。2014年（平成26年）12月に開催された詐欺グループの忘年会には入江の他、宮迫博之（当時雨上がり決死隊）、レイザーラモンHG（レイザーラモン）、田村亮（当時ロンドンブーツ1号2号）、福島善成（ガリットチュウ）らも参加していた[17]。同記事で第26回編集者が選ぶ雑誌ジャーナリズム賞大賞を受賞した[19]。6月24日、同グループの会合（忘年会以外の会合を含む）に参加していた吉本興業の芸人11名（宮迫、田村、HG、福島、くまだまさし、パンチ浜崎（ザ・パンチ）、木村卓寛（天津）、ムーディ勝山、2700、ディエゴ（ストロベビー））には当面の間活動を停止する謹慎処分が下された[20]。同じく同忘年会に参加していたワタナベエンターテインメントのザブングルも同事務所から謹慎処分が下された[21]。
- 2019年（令和元年）7月12日号において、「まだまだ出てくる吉本興業の「闇芸人」稲川会幹部の誕生会で「闇営業」 」というタイトルでスリムクラブが指定暴力団「稲川会」No・3に当たる本部長の男性の誕生会で闇営業していたと報道し[22]、吉本はフライデー発売の前日の6月27日にスリムクラブを無期限謹慎、また同じ誕生会に参加していた2700に対しては謹慎処分から無期限謹慎処分を下した[23]。
- 2019年（令和元年）8月2日号（7月19日発売）において、「吉本興業の闇営業／宮迫博之、半グレ金塊強奪犯と「ギャラ飲み」現場写真 」というタイトルで[24]、宮迫博之が福岡市で2016年（平成28年）、約7億5千万円相当の金塊を盗んだとして窃盗罪に問われた人物らと、飲食店で同席したとされる写真を掲載し、吉本は宮迫との契約を7月19日付で解消したと発表した[25][26]。
- 2021年（令和3年）1月7日（電子版）において、「ロッテの主力・清田育宏　不倫相手との「札幌同伴遠征」」というタイトルで清田育宏が2020年（令和2年）9月末に遠征先の札幌で、禁じられていた部外者と会食していたことを球団に報告せず、虚偽の説明をしていたと報じ[27]、ロッテは札幌遠征後の10月上旬に1軍の8選手を含む計14人が新型コロナウイルスに集団感染していることが判明、清田も陽性と判定されていた。ロッテは遠征時の会食は部外者を含まない4人以内とするなど感染対策を行い、ルールを破った選手はいないとしていた[28]。ロッテは2021年（令和3年）1月15日に、清田に無期限謹慎(無期限活動停止)、松本尚樹球団本部長に厳重注意したと発表した[29]。
- 2021年（令和3年）3月19日号（3月5日発売）「静岡放送社長と女子アナがＷ不倫の衝撃写真－平日昼間から一緒に酵素風呂」というタイトルで、静岡新聞社と静岡放送の社長大石剛が同局のアナウンサー原田亜弥子とのダブル不倫を報じた[30]。大石は報道は否定したが、3月5日に社長を辞任する意向と発表した[31]。
- 2021年（令和3年）6月4日号（5月21日発売）「懲りない男…ロッテ・清田育宏が復帰早々の「不倫デート」！」というタイトルで清田育宏が復帰初日となった5月12日の試合後に再び不倫デートしていたと報道し[32]、同23日に清田はロッテから契約解除が発表された[33]。

## 疑惑

### 反社会的勢力との関係
俳優・成宮寛貴が2016年（平成28年）12月に違法薬物を使用した疑惑などが報じられたことが原因で芸能界を引退した際、この件をリークしたとされる成宮寛貴の友人Aを名乗る男(らの一部)が詐欺容疑で愛媛県警に逮捕されている。また、上述のお笑い芸人による闇営業問題やそれに関連する宮迫博之のギャラ飲み報道では事件で逮捕された反社会勢力の関係者からのリークであると言われており、これに対して一部メディアからは反社会的勢力とのつながりを疑う声も上がっている。

## 発行部数
|                              | 1 〜 3月   | 4 〜 6月   | 7 〜 9月   | 10 〜 12月 |
| ---------------------------- | ---------- | ---------- | ---------- | ---------- |
| 2008年（平成20年）           |            | 380,000 部 | 375,834 部 | 364,616 部 |
| 2009年（平成21年）           | 345,000 部 | 335,417 部 | 340,000 部 | 330,231 部 |
| 2010年（平成22年）           | 316,667 部 | 315,734 部 | 324,892 部 | 305,546 部 |
| 2011年（平成23年）           | 303,625 部 | 306,000 部 | 308,131 部 | 311,250 部 |
| 2012年（平成24年）           | 296,539 部 | 296,100 部 | 311,850 部 | 305,910 部 |
| 2013年（平成25年）           | 293,334 部 | 275,917 部 | 269,167 部 | 269,167 部 |
| 2014年（平成26年）           | 273,637 部 | 275,834 部 | 277,500 部 | 278,462 部 |
| 2015年（平成27年）           | 260,000 部 | 263,334 部 | 260,910 部 | 253,847 部 |
| 2016年（平成28年）           | 254,167 部 | 256,364 部 | 257,500 部 | 254,167 部 |
| 2017年（平成29年）           | 254,167 部 | 254,167 部 | 250,833 部 | 242,500 部 |
| 2018年（平成30年）           | 230,833 部 | 223,333 部 | 217,917 部 | 201,667 部 |
| 2019年（平成31年・令和元年） | 200,000 部 | 200,000 部 | 195,000 部 | 190,769 部 |
| 2020年（令和2年）            | 186,818 部 | 179,250 部 | 186,364 部 | 185,000 部 |
| 2021年（令和3年）            | 172,727 部 |            |            |            |